# جونسفيل (لويزيانا)
جونسفيل (بالإنجليزية: Jonesville, Louisiana)‏ هي بلدة أمريكية تقع في الولايات المتحدة في لويزيانا. يقدر عدد سكانها بـ 2,265 نسمة .

## التركيبة السكانية
حدّد مكتب تعداد الولايات المتحدة بيانات التركيبة السكانية لجونسفيل في تعداد الولايات المتحدة. في ما يلي، التركيبة السكانية حسب تعدادي 2000 و2010.

### تعداد عام 2000
بلغ عدد سكان جونسفيل 2,469 نسمة بحسب تعداد عام 2000، وبلغ عدد الأسر 916 أسرة وعدد العائلات 620 عائلة مقيمة في البلدة. في حين سجلت الكثافة السكانية 496.8 نسمة لكل كيلومتر مربع (1,286.7/ميل2). وبلغ عدد الوحدات السكنية 1,032 وحدة بمتوسط كثافة قدره 207.6 لكل كيلومتر مربع (537.7/ميل2).
وتوزع التركيب العرقي للبلدة بنسبة 39.77% من البيض و59.17% من الأمريكيين الأفارقة و0.28% من الأمريكيين الأصليين و0.12% من الأمريكيين ذوي الأصول الآسيوية و0.65% من عرقين مختلطين أو أكثر و0.97% من الهسبانيون أو اللاتينيون من أي عرق.
بلغ عدد الأسر 916 أسرة كانت نسبة 42.6% منها لديها أطفال تحت سن الثامنة عشر تعيش معهم، وبلغت نسبة الأزواج القاطنين مع بعضهم البعض 34.7% من أصل المجموع الكلي للأسر، ونسبة 28.2% من الأسر كان لديها معيلات من الإناث دون وجود شريك،  بينما كانت نسبة 4.8% من الأسر لديها معيلون من الذكور دون وجود شريكة وكانت نسبة 32.3% من غير العائلات. تألفت نسبة 28.7% من أصل جميع الأسر من عدة أفراد يعيشون في نفس المنزل ونسبة 11.6% كانت تتألف من شخص يعيش بمفرده يبلغ من العمر 65 عاماً أو أكثر. وبلغ متوسط حجم الأسرة المعيشية 2.57، أما متوسط حجم العائلات فبلغ 3.15.
بلغ العمر الوسطي للسكان 34.8 عاماً. وكانت نسبة 29.5% من القاطنين تحت سن الثامنة عشر، وكانت نسبة 9.3% بين الثامنة عشر والرابعة والعشرين عاماً، ونسبة 26% كانت واقعةً في الفئة العمرية ما بين الخامسة والعشرين والرابعة والأربعين عاماً، ونسبة 18% كانت ما بين الخامسة والأربعين والرابعة والستين، ونسبة 12.4% كانت ضمن فئة الخامسة والستين عاماً فما فوق. يوجد لكل 100 أنثى 87.3 ذكر، ويوجد لكل 100 أنثى في الثامنة عشر من عمرها فما فوق 77.2 ذكر.
بلغ متوسط دخل الأسرة في البلدة 18,622 دولارًا، أما متوسط دخل العائلة فبلغ 23,462 دولارًا. وكان متوسط دخل الذكور 21,139 دولارًا مقابل 18,482 دولارًا للإناث. وسجل دخل الفرد الخاص بالبلدة 10,173 دولارًا. وكانت نسبة 31.1% من العائلات ونسبة 36.8% من السكان تحت خط الفقر، وكان من هؤلاء نسبة 50.6% تحت سن الثامنة عشر ونسبة 25.5% في الخامسة والستين من العمر وما فوق.

## معرض صور

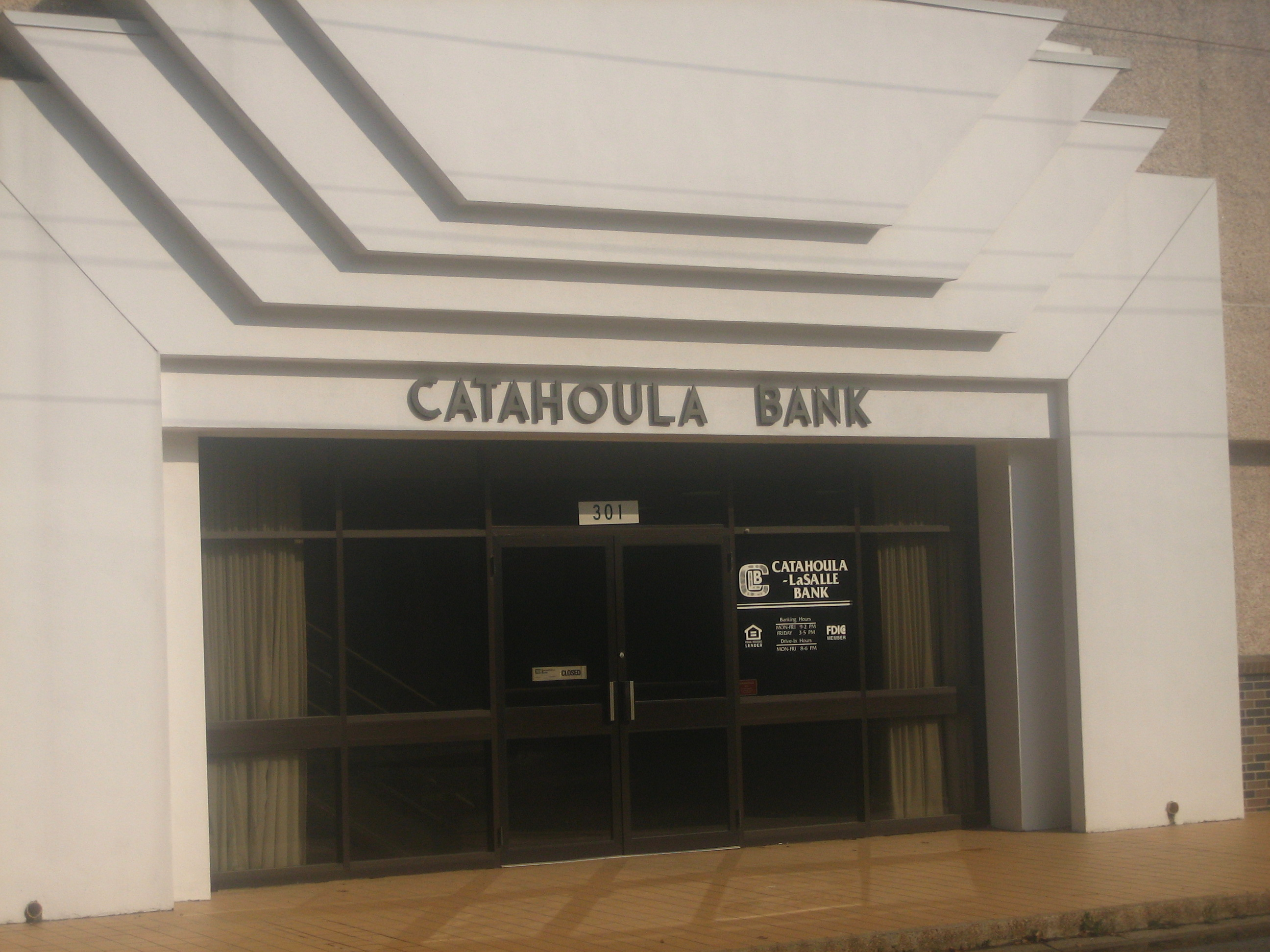
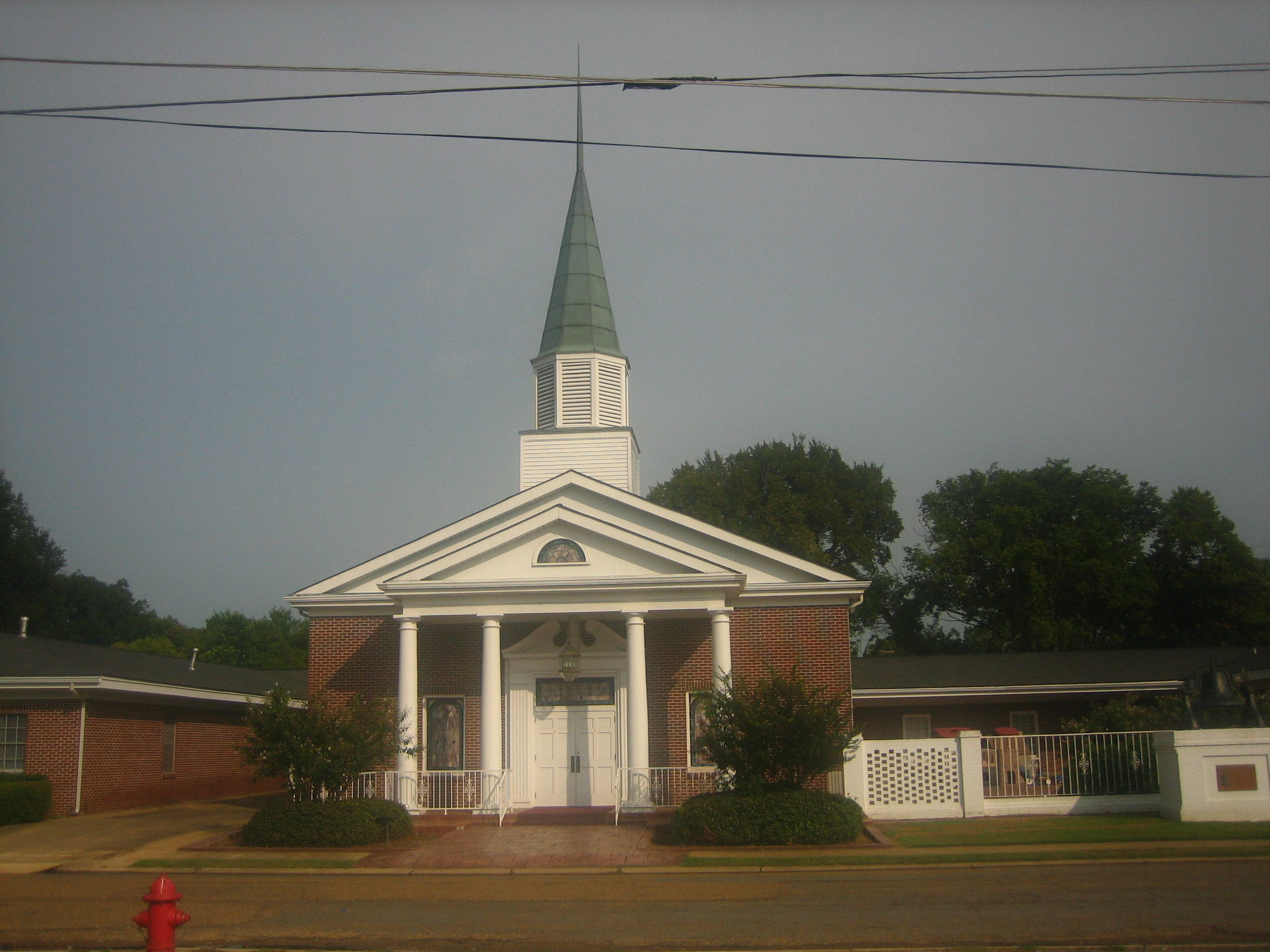
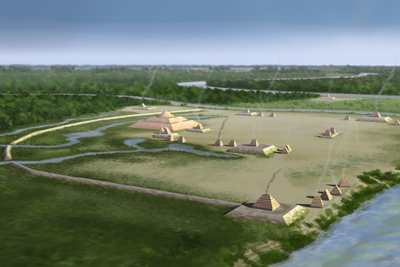

### تعداد عام 2010
بلغ عدد سكان جونسفيل 2,265 نسمة بحسب تعداد عام 2010، وبلغ عدد الأسر 857 أسرة وعدد العائلات 563 عائلة مقيمة في البلدة. في حين سجلت الكثافة السكانية 455.7 نسمة لكل كيلومتر مربع (1,180.3/ميل2). وبلغ عدد الوحدات السكنية 988 وحدة بمتوسط كثافة قدره 198.8 لكل كيلومتر مربع (514.9/ميل2).
وتوزع التركيب العرقي للبلدة بنسبة 30.86% من البيض و67.73% من الأمريكيين الأفارقة و0.18% من الأمريكيين الأصليين و0.04% من الأمريكيين ذوي الأصول الآسيوية و0.71% من الأعراق الأخرى و0.49% من عرقين مختلطين أو أكثر و1.37% من الهسبانيون أو اللاتينيون من أي عرق.
بلغ عدد الأسر 857 أسرة كانت نسبة 37.3% منها لديها أطفال تحت سن الثامنة عشر تعيش معهم، وبلغت نسبة الأزواج القاطنين مع بعضهم البعض 31% من أصل المجموع الكلي للأسر، ونسبة 27.9% من الأسر كان لديها معيلات من الإناث دون وجود شريك،  بينما كانت نسبة 6.8% من الأسر لديها معيلون من الذكور دون وجود شريكة وكانت نسبة 34.3% من غير العائلات. تألفت نسبة 30.9% من أصل جميع الأسر من عدة أفراد يعيشون في نفس المنزل ونسبة 12.3% كانت تتألف من شخص يعيش بمفرده يبلغ من العمر 65 عاماً أو أكثر. وبلغ متوسط حجم الأسرة المعيشية 2.56، أما متوسط حجم العائلات فبلغ 3.22.
بلغ العمر الوسطي للسكان 35.7 عاماً. وكانت نسبة 28.5% من القاطنين تحت سن الثامنة عشر، وكانت نسبة 8.6% بين الثامنة عشر والرابعة والعشرين عاماً، ونسبة 22.3% كانت واقعةً في الفئة العمرية ما بين الخامسة والعشرين والرابعة والأربعين عاماً، ونسبة 26% كانت ما بين الخامسة والأربعين والرابعة والستين، ونسبة 14.7% كانت ضمن فئة الخامسة والستين عاماً فما فوق. وتوزع التركيب الجنسي للسكان بنسبة 46.4% ذكور و53.6% إناث.